# Joseph Pröbstl
Joseph Anton Pröbstl (* 19. Mai 1798 in Brunnen bei Schwangau; † 3. September 1866 in Füssen) war ein schwäbischer Orgelbauer.

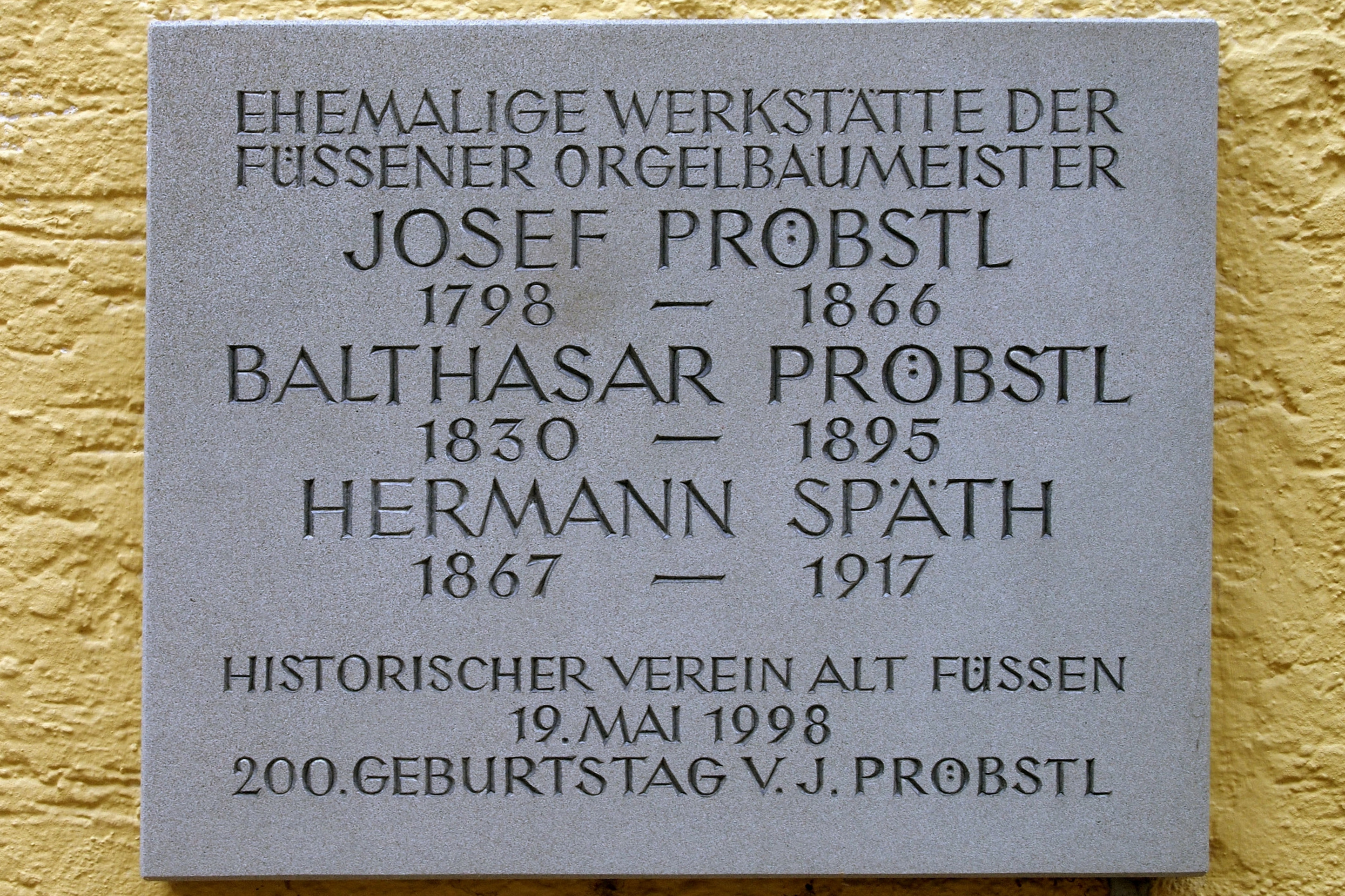
Gedenktafel an der Werkstatt Pröbstls in der Ritterstraße 14, Füssen

## Leben
Joseph Pröbstl wurde als Sohn des Söldners und Zimmermannes Joseph Pröbstl geboren. Nach seiner Schulzeit machte er eine Lehre als Maurer, arbeitete auch zeitweise als Knecht. 
1817 machte er bei Martin Filser in Füssen eine Tischlerlehre und war danach dort als Geselle tätig. Sein großer Wunsch war es, Orgelmacher zu werden. 1821 begann er eine Ausbildung zum Orgelmacher bei Andreas Handmann (1739–1833) in Schongau. Danach arbeitete er etliche Zeit als Geselle in diesem Handwerk, bis er 1824 im elterlichen Hause zu Brunnen eine Orgelwerkstatt einrichtete und 1826 in Schwangau die Köchin Michaelina Reinhart heiratete. Das erste Kind aus dieser Ehe, ein Sohn, lebte nur einen Tag vom 11. auf den 12. April 1828. Der zweite Sohn, Balthasar Andreas, wurde am 2. Januar 1830 geboren und übernahm später das Geschäft seines Vaters als Orgelmacher in Füssen.
Nach dem Tod seiner ersten Frau im Jahr 1830 heiratete Joseph Pröbstl am 29. Januar 1833 die Sattlertochter Josepha Scheitler aus Füssen. Dieser Ehe entstammten weitere fünf Kinder, drei Söhne und zwei Töchter.
Joseph Pröbstl baute in seiner Zeit viele Kirchenorgeln im schwäbischen Raum, aber auch Hausinstrumente, Klaviere, ein Äolodikon und diverse Schulorgeln.

## Gedenken
Am Haus Ritterstraße 14 in Füssen, wo sich ehemals die Orgelbauwerkstatt befand, wurde anlässlich seines 200. Geburtstags im Mai 1998 vom Historischen Verein Füssen eine Gedenktafel angebracht.

## Werkliste (Auswahl)
| Jahr | Ort                 | Gebäude           | Bild | Manuale | Register | Bemerkungen                                                                |
| ---- | ------------------- | ----------------- | ---- | ------- | -------- | -------------------------------------------------------------------------- |
| 1825 | Schwangau           | St. Coloman       |      | I/P     | 11       |                                                                            |
| 1826 | Habach              | St. Ulrich        |      | I/P     | 12       |                                                                            |
| 1828 | Lindenberg          | St. Georg         |      | I/P     | 10       | nicht erhalten: 1909 durch Neubau mit II/13 von Willibald Siemann ersetzt. |
| 1831 | Halfing             | Mariä Himmelfahrt |      | I/P     | 12       | nicht erhalten: heute II/24 von Alois Linder → Orgel                       |
| 1833 | Pfaffenhofen am Inn | St. Laurentius    |      | II/P    | 20       | → Orgel                                                                    |
| 1835 | Miesbach            | Mariä Himmelfahrt |      | II/P    | 18       | nicht erhalten: heute II/24 von Georg Jann → Orgel                         |
| 1848 | Dietramszell        | Mariä Himmelfahrt |      | II/P    | 15       |                                                                            |